# Brezina (okres Trebišov)
Brezina (Hongaars:Kolbása) is een Slowaakse gemeente in de regio Košice, en maakt deel uit van het district Trebišov.
Brezina telt 705 inwoners.

## Geschiedenis
De eerste schriftelijke verwijzing naar Brezina stamt uit 1300.

## Gebouwen
Er zijn 4 kerken in het dorp actief:
- de oosters-katholieke kerk van 1785.
- de gereformeerde kerk van 1801.
- de oosters-orthodoxe kerk van 1994.
- de rooms-katholieke kerk, van 2004.